# آليات الفصام

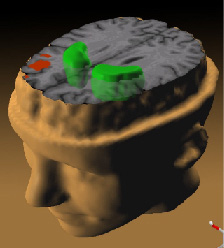
صورة توضيحية لما يجري داخل الرأس أثناء الإنفصام

إن آليات حدوث الفصام معقدة وغير مفهومة بشكل واضح حتى يومنا هذا. لقد طُرحت العديد من الفرضيات لتفسير ذلك منها فرضية الدوبامين وفرضية الغلوتامات وذلك في محاولة لشرح الارتباط بين وظيفة الدماغ المتغيرة وأعراض مرض انفصام الشخصية وتطوره، ويبدو أن هذه الآليات المقترحة منفصلة عن الأسباب التي يُعتقد أنها تؤدي لحدوث الفصام.

## الفيزيولوجيا المرضية
لا تزال الفيزيولوجيا المرضية الدقيقة لحدوث مرض انفصام الشخصية غير مفهومة بشكل جيد، والفرضيات الأكثر شيوعًا هي فرضية الدوبامين وفرضية الغلوتامات. تشمل الفرضيات الأخرى: الخلل الوظيفي في العصبونات الداخلية، واضطرابات الجهاز المناعي، وشذوذات تكوّن الميالين، وزيادة عملية التأكسد.

### عوز الدوبامين
جاءت الصيغ الأولى لفرضية الدوبامين عند مرضى انفصام الشخصية من دراسات أجريت على تشريح الجثث ما بعد الوفاة والتي وجدت أعدادًا متزايدة من مستقبلات الدوبامين في الدماغ. اقترحت الدراسات اللاحقة وجود صلة بين تخليق الدوبامين والأعراض الإيجابية عند المرضى، بالإضافة إلى زيادة نقل الدوبامين في المناطق تحت القشرية، وانخفاض نقله في المناطق القشرية.
أظهر تحليل دراسات التصوير الجزيئي زيادة في فعالية الدوبامين في منطقة ما قبل المشبك دون وجد فرق في توافر ناقلات الدوبامين أو مستقبلات الدوبامين، وأظهرت دراسات أخرى تعتمد على مواد مشعة تقيس تخليق الدوبامين وجود فروق ذات أهمية إحصائية بين المصابين بالفصام والأشخاص الطبيعيين، وقد فُسرت هذه النتائج على أنها زيادة في تخليق الدوبامين وزيادة في إفرازه على حد سواء. لا يزال من غير الواضح بدقة كيف يمكن أن يساهم خلل الدوبامين في ظهور أعراض الفصام. اقترحت بعض الدراسات أن الاضطراب المهادية القشرية السمعية قد تؤدي إلى الهلوسة المرتبطة بمرض الفصام، في حين أن الدارات العصبية القشرية غير المنتظمة يمكن أن تؤدي إلى الأوهام.
تشير إحدى الفرضيات التي تربط حدوث الأوهام في الفصام بخلل الدوبامين إلى أن تفسير التنبيهات في الخلايا العصبية الجبهية يحدث في حالات ذُهانية عديدة نتيجة عدم كفاية تحفيز مستقبلات الدوبامين، وعندما يقترن ذلك بفرط نشاط عصبي قد يؤدي في النهاية لحدوث الأوهام وأعراض الفصام الأخرى.

### عوز الغلوتامات
ركز الباحثون اهتمامهم - إلى جانب فرضية الدوبامين - على ناقل عصبي آخر هو الغلوتامات، وإمكانية أن تؤدي الوظيفة المنخفضة لمستقبلات الغلوتامات في الفيزيولوجيا المرضية لمرض انفصام الشخصية. اقتُرحت هذه الفرضية إلى حد كبير بسبب المستويات المنخفضة من مستقبلات الغلوتامات الموجودة في أدمغة الأشخاص الذين تأكدت إصابتهم بالفصام، بالإضافة إلى اكتشاف أن الأدوية التي تخفض مستويات الغلوتامات مثل الفينسيكليدين والكيتامين يمكن أن تحاكي الأعراض والمشاكل المعرفية التي تظهر عند مرضى الفصام.
تشير عدة حقائق إلى دور محتمل للغلوتامات في مرض الفصام، منها: أن وظيفة الغلوتامات المنخفضة ترتبط بأداء معرفي ضعيف في الاختبارات التي تتطلب وظيفة الفص الجبهي والحصين، وأن الغلوتامات يمكن أن تؤثر بشكل مباشر على وظيفة الدوبامين، لكن من جهة أخرى يبدو أن أعراض الفصام لا تخف عند استخدام الأدوية التي تحتوي على الغلوتامات.

### الخلل الوظيفي في العصبونات الداخلية
ترتبط فرضية أخرى ارتباطًا وثيقًا بفرضية الغلوتامات، وتتحدث عن خلل وظيفي في الخلايا العصبية الداخلية المثبطة لمستقبلات الدوبامين في الدماغ. اقترح باحثون أن هذا الخلل يلعب دورًا رئيسيًا في الفيزيولوجيا المرضية لمرض انفصام الشخصية.
حددت الدراسات انخفاضًا في GAD67 mRNA في أدمغة مرضى الفصام التي دُرست عن طريق تشريح الجثث مقارنة بأدمغة الأشخاص الطبيعيين، وقد عُثر على هذا الانخفاض في مجموعة محددة من الخلايا العصبية القشرية الداخلية، بالإضافة لذلك كان الانخفاض غير قابلٍ للكشف في مجموعات أخرى من الخلايا العصبية أخرى. حاولت العديد من الدراسات تقييم مستويات مستقبلات الدوبامين في الجسم الحي لدى المصابين بالفصام، لكن نتائج هذه الدراسات لا تزال غير حاسمة.
أشارت دراسات  تخطيط الدماغ الكهربائي أيضًا إلى خلل في العصبونات الداخلية عند مرضى انفصام الشخصية، وأشارت هذه الدراسات إلى وجود خلل في النشاط الدماغي الكهربائي عند مرض انفصام الشخصية، خاصة الذبذبات في نطاق غاما (30 - 80 هرتز). يبدو أن نشاط نطاق غاما ينشأ من العصبونات الداخلية. تشير كل هذه الدراسات إلى دور مؤكد للخلل الوظيفي الذي يصيب العصبونات الداخلية في حدوث مرض الفصام.

### تشوهات الميالين
تقترح فرضية أخرى أن التشوهات في عملية تكوُّن الميالين تعتبر من الفيزيولوجيا المرضية الأساسية لمرض انفصام الشخصية. نشأت هذه النظرية نتيجة لدراسات التصوير الهيكلي التي أظهرت حدوث نقص في حجم المادة البيضاء والمادة الرمادية عند الأشخاص المصابين بالفصام، وأظهرت الدراسات الوراثية وجود شذوذ في تكوُّن الميالين والخلايا العصبية قليلة التغصن في أدمغة مرضى الفصام.

### اضطرابات الجهاز المناعي
تعتبر التهابات الجهاز المناعي وتشوهاته من الآليات الرئيسية لتطور مرض انفصام الشخصية. ربطت العديد من الأبحاث بين هذه الاضطرابات مع الإجهاد، إذ تشير الأدلة إلى أن الإجهاد قد يساهم في تطور الفصام من خلال تحريضه على حدوث تغيرات في عمل جهاز المناعة. يمكن للإنزيم المحول للأنجيوتنسين والصدمات أن تعطل التحكم في الاستجابات المناعية وتؤدي إلى خلل التهابي دائم في جميع أجزاء الجهاز العصبي، وقد يؤدي الالتهاب الجهازي المستمر إلى تلف الأنسجة المحيطية وأذية الحاجز الدموي الدماغي، ما يؤدي لتنشيط الخلايا الدبقية الصغيرة ويسبب التهاب الأعصاب. يمكن أن يؤدي الالتهاب إلى زيادة عملية الأكسدة عند مرضى الفصام، والذي يؤدي لعواقب مدمرة على خلايا الدماغ. دُعمت الفرضية المناعية من خلال نتائج الدراسات التي أظهرت وجود مستويات عالية من الواسمات المناعية في دم المصابين بالفصام، كما ارتبطت المستويات العالية من الواسمات المناعية بظهور أعراض فصامية أكثر حدة.

### الأكسدة
حظيت نظرية أخرى بالدعم مؤخرًا، وتقترح هذه النظرية أن الإجهاد التأكسدي يلعب دورًا كبيرًا في تطور مرض الفصام. يمكن أن يؤثر خلل عملية الأكسدة على تطور أنواع مختلفة من الخلايا التي ثبت ضعفها في مرض الفصام، وقد أظهرت الدراسات أن الإجهاد التأكسدي يؤثر على نضج الخلايا العصبية قليلة التغصن، وعلى أنواع عديدة من الخلايا النخاعية في الدماغ، والتي يحتمل أن تكون سببًا وراء تشوهات المادة البيضاء الموجودة في الدماغ، ويمكن أن يؤثر الإجهاد التأكسدي أيضًا على تطور الخلايا العصبية الداخلية، ومستقبلات الدوبامين التي يحدث فيها خلل واضح عند مرضى الفصام.

### التشوهات الهيكلية
درست العديد من الأبحاث التي تعتمد على تقنيات تصوير متنوعة الاضطرابات الهيكلية التي يمكن أن تساهم في حدوث مرض الفصام، بالإضافة للفرضيات التي تحدثنا عنها سابقًا. أظهرت هذه الأبحاث اختلافات متوسطة في حجم مناطق معينة من بنية الدماغ بين الأشخاص المصابين وغير المصابين بالفصام، ومع ذلك لا توجد معايير ثابتة لتوصيف هذه الشذوذات الهيكلية.